# Emil Henriques
Emil Henriques (Norrköping, 19 de dezembro de 1883 — Estocolmo, 19 de novembro de 1957) foi um velejador sueco, medalhista olímpico. Ele competiu nos Jogos Olímpicos de Verão de 1912 na classe 8 Metre e conquistou a medalha de prata na disputa a bordo do Sans Atout com Bengt Heyman, Alvar Thiel, Herbert Westermark e Nils Westermark.
A partir de 1911 trabalhou como advogado em Estocolmo. Henriques foi membro da Direção da Ordem dos Advogados da Suécia, secretário da Direção da Escola Técnica e da Comissão Estatal de Seguros de Guerra. Ele também foi o primeiro presidente da Associação de Bridge da Suécia.